# Рорайма (гора)
Рора́йма (Tepuy Roraima) — столовая гора (тепуи) в Южной Америке. Расположена на Гвианском нагорье в юго-восточной точке Национального парка Канаима на стыке Бразилии (штат Рорайма), Венесуэлы (Национальный парк Канаима) и Гайаны (высочайшая точка страны). Высота в точке соединения границ (тройной пункт) с координатами 5°12′08″ с. ш. 60°44′07″ з. д. составляет 2723 м над уровнем моря. Площадь вершины Рораймы составляет около 34 км². В районе Рораймы берут начало реки бассейнов Ориноко, Амазонки и Эссекибо. Впервые была описана сэром Уолтером Рэли в 1596 году. Отчёты последующих экспедиций в район горы вдохновили Артура Конан Дойла на написание романа «Затерянный мир».
Тепуи Национального парка Канаима сложены докембрийскими породами возрастом около 2 млрд лет.
Над Рораймой постоянно висит большое лентикулярное облако.

## Флора и фауна
Многие виды растений, произрастающих на Рорайме, эндемичны для гор-тепуи; 2 вида встречаются только на плато Рораймы. На плато горы описано около 230 видов сосудистых растений; наиболее разнообразно представлены семейства Орхидные (15 родов и 26 видов), Многоножковые (7 родов и 16 видов) и Сложноцветные (10 родов и 13 видов). Из-за непрерывного вымывания органических и минеральных веществ с поверхности плато многие виды растений приспособились к бедным почвам путем симбиоза с микроорганизмами; на плато встречаются и насекомоядные растения, такие как гелиамфора поникающая (Heliamphora nutans), росянка рораймская (Drosera roraimae) и представители рода Пузырчатка (Lentibularia).
Одним из примечательных эндемиков Рораймы является реликтовая амфибия гвианский арлекин (Oreophrynella quelchii) — мелкая черная жаба с прямым развитием, не способная прыгать и плавать, в случае опасности сворачивается клубком и скатывается в щели между камнями.